# فسفوپنتتین
فسفوپنتتین (به انگلیسی: 4'-Phosphopantetheine) با فرمول شیمیایی C11H23N2O7PS یک ترکیب شیمیایی با شناسه پاب‌کم ۱۱۵۲۵۴ است که جرم مولی آن ۳۵۸٫۳۴۹ g/mol می‌باشد. تبدیل اسید پانتوتنیک (ویتامین ب۵) به فسفوپنتتین  توسط آنزیم پنتوتنات کیناز اولین مرحله در تولید کوآنزیم آ در جانداران است.